# Rupert Metzler
Rupert Metzler (* 4. März 1968) ist ein deutscher Kommunalpolitiker (FDP) und Richter am Verfassungsgerichtshof für das Land Baden-Württemberg. Von 2012 bis 2020 war er Bürgermeister von Hilzingen.

## Leben
Metzler ist Diplom-Betriebswirt. Er war von 1992 bis 2012 als eingetragener Kaufmann in der Herstellung und dem Vertrieb von Spirituosen sowie im Weinhandel tätig. 2008 trat er der FDP bei. Bei der Kommunalwahl 2009 wurde er in den Gemeinderat von Meersburg gewählt. Am 5. Februar 2012 wurde er im zweiten Wahlgang mit 38,8 Prozent der Stimmen zum Bürgermeister von Hilzingen gewählt. Er trat das Amt am 1. April 2012 an. Bei der Bürgermeisterwahl 2020 trat er nicht erneut an und schied Ende März 2020 aus dem Amt. Von 2020 bis 2021 war er als selbstständiger Kommunalberater im Bereich Breitbandausbau und Digitalisierung sowie in einer Beratungsagentur tätig. Von 2021 bis 2023 war er Geschäftsführer der Verwaltungsgemeinschaft der Kirchengemeinden des Dekanats Zollern. Am 25. Juni 2023 kandidierte er für das Bürgermeisteramt in Ochsenhausen, erreichte jedoch mit 8,6 Prozent der abgegebenen Stimmen nur Platz drei unter den Kandidaten. Von 2023 bis 2024 war Metzler erneut als selbstständiger Unternehmer tätig. Seit 2024 ist er für einen Glasfaseranbieter tätig.
Am 6. Juni 2018 wurde Metzler mit 114 von 127 Stimmen vom Landtag zum stellvertretenden Richter in der Gruppe „ohne Befähigung zum Richteramt“ am Verfassungsgerichtshof für das Land Baden-Württemberg gewählt.
Metzler ist in zweiter Ehe verheiratet und hat vier Kinder, eines davon aus erster Ehe. Er lebt in Bodelshausen.